# بلونديل رينولدز براون
بلونديل رينولدز براون (بالإنجليزية: Blondell Reynolds Brown)‏ هي راقصة أمريكية، ولدت في 16 أكتوبر 1952 في سمتر في الولايات المتحدة.